# Borys Kunysz
Borys Kunysz (ur. w 1915 w Wolicy Tatarskiej, zm. 20 września 1944 w Warszawie) – żołnierz narodowości ukraińskiej, uczestnik II wojny światowej w szeregach Armii Czerwonej i Wojska Polskiego.
Urodził się w ukraińskiej rodzinie chłopskiej w Wolicy Tatarskiej w obwodzie Kamieniec Podolski. Po zakończeniu edukacji pracował jako urzędnik. W 1937 roku w trakcie służby wojskowej ukończył szkołę podoficerską.   Po ataku III Rzeszy na Związek Radziecki w szeregach Armii Czerwonej walczył na froncie przeciw wojskom niemieckim. W 1942 roku został awansowany do stopnia młodszego lejtnanta, został również odznaczony orderem Czerwonego Sztandaru
W marcu 1944 roku jako doświadczony frontowiec-artylerzysta został skierowany do armii polskiej utworzonej w ZSRR. Wraz z 3 Pułkiem Artylerii Lekkiej przeszedł szlak bojowy, walcząc m.in. o utworzenie przyczółków na rzece Wiśle. Poległ na Czerniakowie, wspierając powstańców w walczącej Warszawie. Zginął w budynku razem z dwoma radiotelegrafistami i atakującymi do żołnierzami niemieckimi, w wyniku ostrzału własnej artylerii, której współrzędne celu podał przez radiostację.

## Ordery i odznaczenia
- Order Czerwonego Sztandaru[1]